# École des Roches
École des Roches er en privat gymnasieskole (lycée) med kostafdeling beliggende i Verneuil-sur-Avre i det nordlige Frankrig.
Skolen blev grundlagt i 1899 af sociologen Edmond Demolins og de første værelser blv opført 1900–1902.
I efteråret 1981 blev det annonceret, at både kronprins Frederik og prins Joachim ville tage 9. klasse på skolen fra sommeren 1982. Sideløbende med undervisningen på kostskolen fik prinserne tilsendt lektier fra Danmark, og de aflagde deres danske 9. klasses afgangsprøve i pinsen i 1983. I februar 1983 rapporterede det franske royale ugeblad Point de Vue gennem påstået insiderviden, at  prinserne havde negative oplevelser under deres kostskoleophold; anklager, som blev afvist af kongehuset.
Marc-Laurent Turpin lavede i 2009 dokumentarfilmen École des Roches, 110 ans d'une pédagogie prestigieuse om skolen.